# Paronychia maroccana
Paronychia maroccana är en nejlikväxtart som beskrevs av Mohammad Nazeer Chaudhri. Paronychia maroccana ingår i släktet prasselörter, och familjen nejlikväxter. Inga underarter finns listade i Catalogue of Life.